# تاريخ غزة

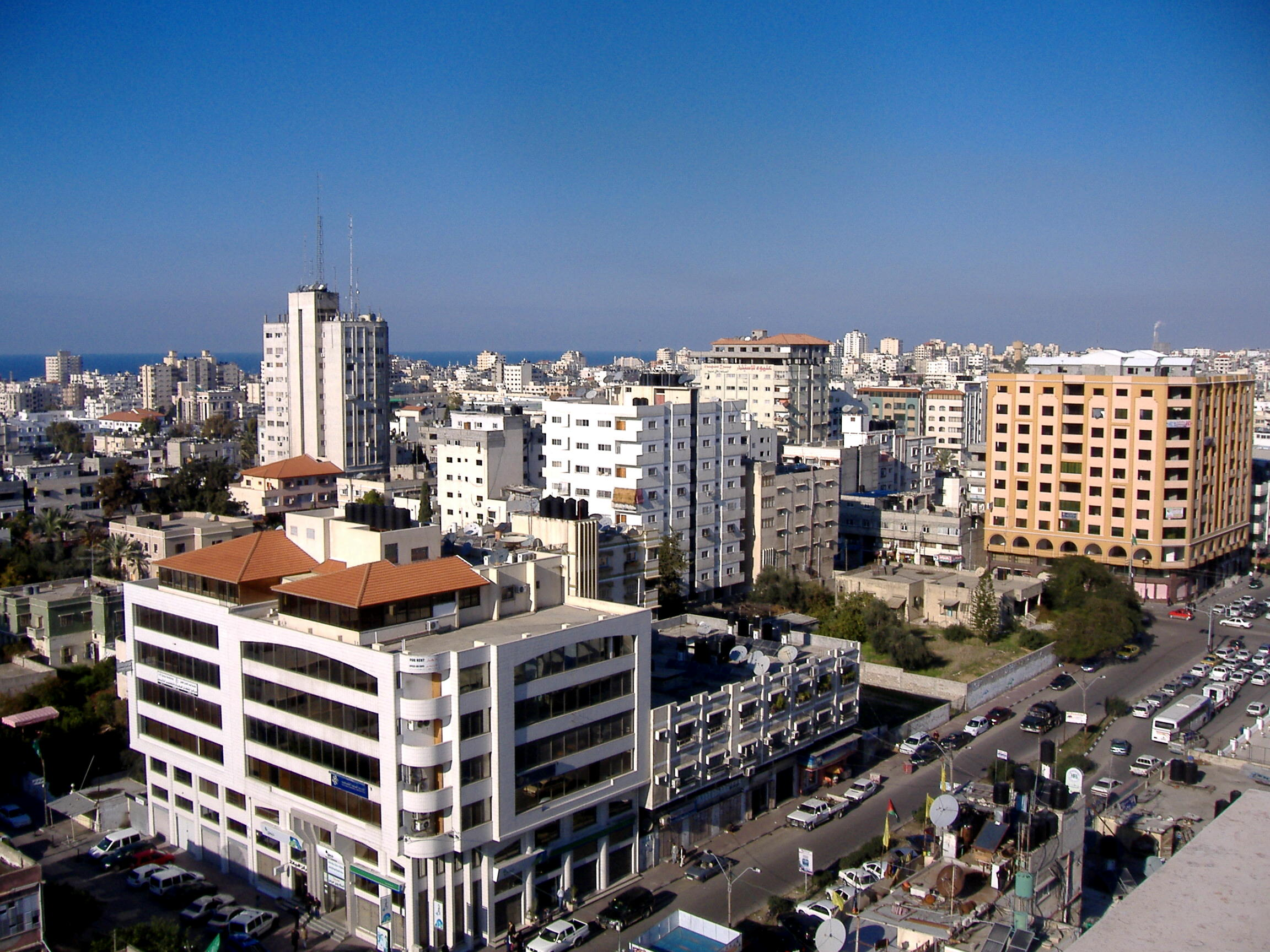
غزة عام 2007

يتجاوز تاريخ مدينة غزة المعروف ما يزيد على أربعة آلاف سنة، وقد حكمت غزة ودمرت وأعيد بناؤها والسكنى فيها من قبل العديد من السلالات والأباطرة والناس. في البداية وقعت هذه الأرض الكنعانية تحت سيطرة قدماء المصريين لما يقرب من 350 سنة قبل أن يتم فتحها من قبل الفلسطينيين، الذين جعلوا منها واحدة من المدن الرئيسية في القرن الثاني عشر قبل الميلاد. سقطت غزة في يد بني إسرائيل على يد النبي-الملك داود في حوالي سنة ألف قبل الميلاد، ثم أصبحت تحت سيطرة مملكة شمال السامرة. وفي حوالي سنة 730 قبل الميلاد أصبحت جزءا من الإمبراطورية الآشورية، وبعد ذلك، تحت الحكم الفارسي للإمبراطورية الأخمينية. حاصرها الاسكندر الأكبر لمدة خمسة أشهر قبل فتحها في 332 قبل الميلاد. وأصبحت المدينة مركز التعلم والفلسفة للحضارة الهيلينية. وسكنها بعض البدو القريبين منها. انتقل حكم المدينة بين اثنين من الممالك اليونانية هما السلوقيون من سوريا والبطالمة من مصر. حوصرت المدينة وفتحها الحشمونيون في 96 قبل الميلاد.
بعد أن بدأ نفوذ الإمبراطورية الرومانية في المنطقة في 63 قبل الميلاد، أعيد بناء غزة تحت قيادة بومبيوس الكبير، وتم منحها لـ هيرودس الأول بعد ثلاثين عاما. طوال الفترة الرومانية، حافظت غزة على ازدهارها، وتلقت المنح من عدة أباطرة. وكان يحكمها مجلس من 500 عضوا، وسكن المدينة مجموعة متنوعة من الإغريق والرومان واليهود والمصريين والفرس والأنباط. ومع تفكك الإمبراطورية الرومانية، أصبحت غزة جزءا من الإمبراطورية البيزنطية الشرقية. تحولت غزة إلى المسيحية ودُمِرت المعابد الوثنية بين 396 و 420 م.
كانت غزة أول مدينة في فلسطين يفتحها المسلمون في عصر الخلافة الراشدة في 635 م. فدخل الكثير من أهلها في الإسلام، وشهدت المدينة فترات من الازدهار والانخفاض. فقد احتلها الصليبيون في عهد الدولة الفاطمية في عام 1100، وظلت تحت سيطرة الصليبيين حتى 1187، عندما استعادها صلاح الدين الأيوبي وظلت تحت حكم الأيوبيين ثم المماليك، وأصبحت عاصمة ولاية بلاد الشام التي امتدت من شبه جزيرة سيناء إلى قيسارية. وجاء عهد الدولة العثمانية في القرن السادس عشر الميلادي، حيث كانت غزة قرية صغيرة. ومع أوائل القرن التاسع عشر، سيطرت مصر ثقافيا على غزة، وحكمها محمد علي باشا من 1831 حتى 1840، حيث أخرج العثمانيون قواته خارج المدينة. بدأ القرن العشرون في غزة بحدوث اثنين من الزلازل المدمرة في عام 1903 و 1914.
في عام 1917، استولت قوات من الوفاق الثلاثي على المدينة بعد المعركة الثالثة ضد القوات العثمانية هناك. توسعت المدينة أيضا في النصف الأول من القرن العشرين تحت الانتداب البريطاني على فلسطين. وفي عام 1947 أصدرت الأمم المتحدة قرار تقسيم فلسطين، وفيه تم تخصيص قطاع غزة ضمن الدولة الفلسطينية العربية. هاجر إلى المدينة والقطاع عدد من الفلسطينيين نتيجة للحرب 1948 بين العرب وإسرائيل. خلال تلك الحرب تم إعلان قيام حكومة عموم فلسطين في غزة من قِبَل الجامعة العربية، وكانت الهيئة التنفيذية الفلسطينية تجتمع في مدينة غزة. بعد الحرب، ظلت غزة تحت الإدارة المصرية ولم يُمنح سكانها الجنسية المصرية. وفي عام 1967 احتلتها إسرائيل في حرب 1967. أصبحت غزة مركزا للمقاومة السياسية في الانتفاضة الأولى. وبعد إتفاقيات أوسلو من عام 1993، أصبحت تحت السيطرة المباشرة للسلطة الوطنية الفلسطينية التي أُنشئت حديثا. وظلت فعليا تحت الاحتلال حتى 2005 حيث انسحبت إسرائيل من جانب واحد من قطاع غزة. وفي يناير 2006 فازت حركة حماس بالأغلبية في الانتخابات التشريعية، وتشكلت الحكومة برئاسة إسماعيل هنية. وفي عام 2007 سيطرت حماس على قطاع غزة بعد مواجهات مع حركة فتح في قطاع غزة. وأحكمت إسرائيل الحاصر على قطاع غزة، وشنت حربا في الفترة 2008-2009، وخلف القصف مقتل أكثر من 1,300، وتدمير أكثر من 4,000 مبنى.

شارع ضيق في غزة القديمة

## العصر البرونزي
يعود تاريخ الاستقرار والتوطن في منطقة غزة إلى الفترة ما بين 3300 - 3000 قبل الميلاد في منطقة تل السكن التي تقع إلى الجنوب من مدينة غزة الحالية والتي بدأت كحصن مصري قديم بني في أرض الكنعانيين. ازدهرت منطقة تل السكن كواحدة من المدن الكنعانية وبدأت بتجارة البضائع والمنتجات الزراعية مع المصريين. لكن عندما تحولت الاهتمامات الاقتصادية لمصر نحو تجارة شجر الأرز مع لبنان، تراجع دور غزة لتصبح مجرد ميناء للسفن الحاملة للبضائع وتراجع وضعها اقتصاديا. وعمليا أصبح موقع غزة مهجورا وبقي على هذا الحال طوال العصر البرونزي الثاني المبكر. 

ثم عادت غزة لتعيش فترة من النمو الاقتصادي والسكاني مجددا عندما عاد الكنعانيون للاستيطان والاستقرار في تل السكن حوالي 2500 قبل الميلاد، لكن في 2250 قبل الميلاد عانت المدينة من هبوط في مستوى الاستيطان والاستقرار وأصبحت كل المدن في منطقة غزة مهجورة بحلول القرن الثالث والعشرين قبل الميلاد.

## الهيمنة المصرية
مدينة غزة تم تأسيسها واقعيا بين 1500 ق.م و1400 ق.م. كان من المستحيل البحث عن مدينة غزة القديمة وهي تل السكن (Tell Haruba)، الذي يقع جنوب المدينة الحالية. عدة بحوث في 1992 ذكرت أن المكان تم سكنه في 1500 ق.م. أول ذكر تاريخي لمدينة غزة كان في فترة حكم تحتمس الثالث، أين كانت غزة نقطة بداية رحلات الفرعون لتأمين مراقبة فلسطين. تم ذكر المدينة أيضا تحت اسم هزاتو (Hazattu) وذلك في رسائل تل العمارنة. المصلحة الوحيدة للمدينة هو موقعها الإستراتيجي بين مصر وكنعان. تعتبر مركزا تجاريا هاما يمد مصر بحاجياتها من الزيت والنبيذ. وتعتبر غزة مقر إقامة مبعوث ملك مصر المكلف بمراقبة منطقة كنعان.

## هيمنة الفلستيين
ما بين السنوات 1197 و1193 ق.م، وبعد الهجوم على مصر، الفلستيون، أحد شعوب البحر من أصل كريت، أقاموا في الساحل الجنوبي من أرض كنعان (ما بين غزة ويافا). مدينة فلستي تم تأسيسها على هضبة ترتفع حوالي 45 متر فوق سطح البحر وعلى بعد 2.4 كم من البحر الأبيض المتوسط. كانت مدينة محصنة من 80 هكتارا.

حسب الكتاب المقدس، فإن الفلستيين أسسوا خمسة إمارات، كل واحدة يقودها ملك: غزة، إكرون، أشدود، عسقلان، غاث. ترجع المدينة لأراضي يملكها سبط يهوذا (أو قبيلة يهوذا) التي لا يمكن غزوها.

كان في غزة قد توفي شمشون بعد تحطيمه لمعبد الإله داجون.

## حصار الإسكندر الأكبر
بعد غزو بابل من قبل كورش الكبير، الدول التي تحت الحكم البابلي، تصبح تحت حكم الإمبراطورية الفارسية. وهو ما وقع في غزة في 525 ق.م أين قمبيز الثاني وضع حدا لحملاته على مصر. تحت الحكم الأخميني، عاشت المدينة إزدهارا كبيرا لوقوعها في خطوط تجارة تأتي من شبه الجزيرة العربية (خاصة اللبان والبخور)، وفي التقاطع الرابط بين آسيا ومصر. تحدث هيرودوت عن المدينة وقارنها بالحجم كمدينة سارد، عاصمة الأناضول الفارسية. شعبها كان متعدد الأعراق ومتنوع، أبناء الفلستيون، شعب عربي صغير، وإدارة فارسية، إلى جانب تجار يونانيين.

حصار المدينة من قبل الإسكندر الأكبر، والدي دافع عليها بشراسة المخصي باتيس، أدى إلى مذبحة كبيرة، وبيع سكان المدينة كعبيد.

## الفترة الهلنستية

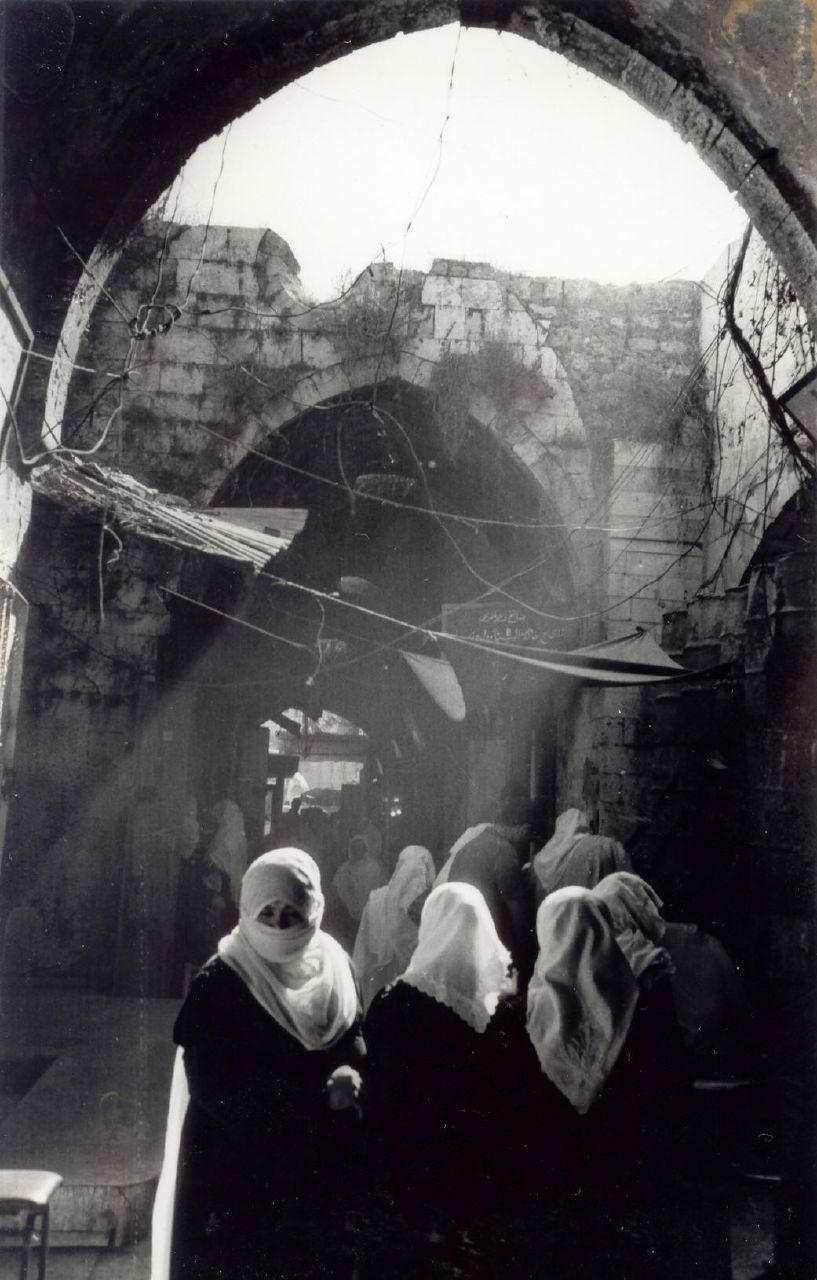
سوق الذهب في غزة يعود إلى العصر المملوكي

سكنت المدينة من قبل العرب. في 312 ق.م، هزم ديميتريوس الأول المقدوني من قبل بطليموس الأول مما اضطر والده إلى التراجع عن غزو اليونان. بقيت المدينة تحت حكم البطالمة حتى 198 ق.م وذلك فازدهار متنامي (تصدير العبيد والنسيج وخاصة البخور). ضمها أنطيوخوس الثالث في 198 ق.م ولكن الانحلال السريع للمملكة السلوقية شكل فرصة للمدينة للإستقلال، وهو ما أعطاها في القرن 2 ق.م وضعية مدينة-دولة حليفة لمملكة مصر. بقيت العلاقات متوترة مع اليهود، وفي 160 ق.م، جوناثان أبوس من السلالة الحشمونية، أصبح زعيم شعبه وكاهن إسرائيل الأكبر، وقام عبثا بحصار غزة. نجت المدينة من الغزو، لكنها سلمت أسرى إلى القدس.

أصبحت المدينة إحدى مدن المتوسط الأكثر يونانية. قال يوسيفوس فلافيوس أن المدينة حكمت من قبل بوليه، وهو مجلس متكون من 500 شخص، يملكون جيشهم الخاص يقوده إستراتيجي. تحتوي المدينة أنذاك على معبد أبولو، بينما النقود تمثل زيوس وتيكي. أثناء هذه الحقبة، باب الشمال الغربي، أين الشعب اليوناني ليس له نفس أصل سكان غزة، تحول هو أيضا إلى مدينة مستقلة تحت اسم مدينة من بيوتيا، أونتيدون.

الاستقلال كان قصير المدة. في 97 ق.م، الملك الحشموني ألكسندر جانايوس، المتخاصم مع مصر، غزا المدينة ودمرها، وتم دمج أراضيه مع المملكة اليهودية. طريق البخور نزل للأسفل قليلا رينوكولورا (حاليا العريش)، وبعد تطور التجارة في البحر الأحمر، إنتقل مباشرة لمصر.

## العصّر العُثماني

### الحُكم العثماني المُبكر وسلالة رضوان
كانت مدينة غزة حتى سنة 1516 بلدة صغيرة مع مَنفذ بحري غير نَشط ومَباني مُدمّرة وحَركة تِجارية ضّعيفة، وبذلك الوقت دُمجت غزة مع الدولة العثمانية. قام الجيش العثماني بسَحق ثورة شعبية صغيرة بسرعة وفاعلية، أمّا باقي السُكان المحَليين فرحبوا بالعُثمانيين كونهم مسلمين سنة. بعد فترة وجيزة من تَقدم العثمانيين السريع إلى فلسطين، تم تَقسيم فلسطين إلى 6 أقسام إحداها سنجق غزة، التي امتدت من يافا في الشمال إلى بيت جبرين في الشرق ورفح في الجنوب. وكان السنجق جزءً من ولاية دمشق.
كان أول حاكم سُنجق لِغزة هو كارا شاهين مصطفى باشا، وقد كان إنكشاري سابق وهو تَرَقى ليُصبح ضابط في النخبة العسّكرية ووزير دولة وأخيراً كان في رُتبة الوزراء، ومُساعد موثوق بِهِ للسُلطان سليمان القانوني. عُرِف بين بدو بلاد الشام بلَقب «أبي شاهين» لكُثرة حَملِه هذا الطائر على يَدِه عِند الصيّد. حَصَل على منصب حاكِم غزة، وعلى ما يبدو أن ذلك كان مؤقتاً قبل تعّيينِه والياً لمصر سنة 1560، رُغم أنه أُطيح بِهِ بَعد 3 سنوات من قِبل السُلطان سليم الثاني. توفي مصطفى باشا بعد فترة قصيرة، وتم تعيين إبنُه رضوان باشا أمين صندوق مال اليمن، وكان حاكِم لغزة لفترة قصيرة قبل وفاة والده. حيث أن سُلالة رضوان التي حَكمت غزة أكثر من قرن، تستمد إسمُها من رضوان باشا. لاحقاً عُيّنَ حاكم على اليمن، لكن أطيح به بعد سنتين، ثم عاد حاكم لغزة. وكان ذلك بعد أن كان حاكماً على أثيوبيا، والبصرة، وديار بكر في الحكم العثماني، وقادَ بنَجاح فرقة عُثمانية ضد الدولة الصفوية في بلاد فارس سنة 1579. ومُنح السلطان على الأناضول ليفارق الحياة بعدها سنة 1585.
كان أمير سُنجق غزة في فلسطين آنذاك، أعلى مرتبة من جميع حُكام السَناجِق فيها. وقد تجاوز وارد اقطاعته نصف مليون آقجة سنوياً. وكان يَحق لأمثالِه أن يَصِلوا إلى منصب أمير الأمراء (البيلر بي). ومن المَهام الأساسية التي كانت مُلقاة على عاتِق أمير سُنجق غزة علاوة على المهام المسندة إلى كل والي، حماية الطريق بين مصر والشام، وتأمين البريد، وتوفير محطاتِه وحِراسة الطريق الغزاوية المَار بها قافلة الحج الشامي، ثم مُراقبة تَحرُكات الأعراب وقطع هَجماتهم على القوافل. بل يَبدو أن أمير هذا السنجق كان يراقب حركات الأمراء المحليين في سناجق فلسطين الأخرى كنابلس واللجون والقدس. وكان رضوان وابنه أحمد من بعده جادين في رصد حركات الأعراب، ولا سيما بني عطا وبني عطية. فكان أحمد بن رضوان يخبر السلطة العثمانية بكل تعديات البدو على طول طريق القاهرة – دمشق، وبكل تمردات شيوخ المنطقة حتى نابلس.
إختارت عائلة رضوان غزة مكاناً لإنشاء كيانهم الخاص، دون وجود تفسير واضح لذلك. أحمد باشا ابن رضوان باشا خَلف والِده في حُكُم غزة لِمدة 30 سنة مُتوالية، بالإضافة إلى سَناجِق نابلس والقدس أحياناً. وأصبح حاكم ولاية دمشق في 1601، بعد أن قام بِرشوة العَديد من الوزراء والبيروقراطيين في اسطنبول، وتوفي في سَنة 1607. تَبِعه حسن باشا بن أحمد الذي أصبح يُعرف بـ (حسن البدوي)؛ لأنه تم تَعيينُه من قِبل رضوان باشا لمُراقبة ومَعرفة البدو. قاد حسن باشا بنجاح قواته البدوية المؤيّدة للدولة العُثمانية ضد جيش المُتمردين بقيادة فخر الدين المعني الثاني في سلسلة من المعارك. وعُيّن لاحقاً مُحافظ طرابلس بلبنان لكن أُطيح بِهِ في سنة 1644. كان لحسن البدوي العديد من الزوجات والجواري و85 طفلاً. وكان قد قاد بنجاح العَديد من الحَمّلات العسّكَرية، ولكن كانت سُلالته مُثقلة بالديون.

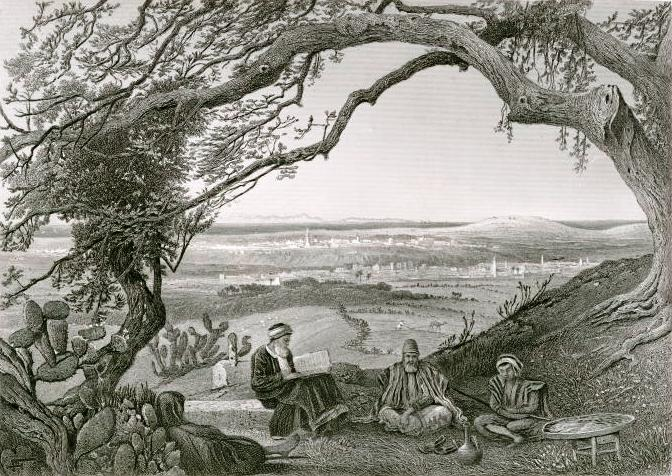
مسلمون يدرسون القران وبالخلفية غزة, رسمت بواسطة هاري فغزين

حسين باشا آل رضوان وهو ابن حسن البدوي، نُصِّبَ حاكم على نابلس والقدس، ثم ورِّثَ الحُكُم على غزة بَعد وفاة والده. وكان على عِلاقة جيدة مع فرنسا، حيثُ أقرضها مَبلغ كبير بدون فائدة، وذلك من أجل تلبية الضرائب الثقيلة المفروضة على المدينة من قِبل حسن آغا حاكم ولاية صيدا التي كانت تتبع لها غزة. كانت فترة حُكم حسين باشا مُستقرة ومزدهرة، واكتسبت المدينة سُمعة جيدة بسبب تَقلّص الصراع بين البدو المجاوريين وسُكان المدينة. عَيَّن إبنه إبراهيم ليكون حاكماً على مناطق غزة والقدس، ولكن عِندما قُتِل إبراهيم خلال إحدى الحَمّلات العسّكرية ضِد الدروز في جبل لبنان سنة 1660. ليَعود حسين باشا ويُسيطر على غزة. شَهِدت غزة إنتعاشاً سريعاً في ذلك الوقت، وتم ترمييم الجامع الكَبير وتشييد 6 مَساجد أُخرى، في حِين تكاثرت الحمّامات التُركية وأكشاك التسوق. وكَشَّفَت العرائض مَجهولة المَصدر المُرسلة لاسطنبول فَشَل حسين باشا بحِماية قوافل الحج، ومَزاعِم تأييدِه للمسيحية، حيثُ كان عَطوفاً على آباء الأرض المُقدسة من الرُهبان الكاثوليك في فلسطين. ذلك كان عُذر للدولة العُثمانية لتنحِيَته. ثم سُجن في منطقة قريبة من دمشق، وتم مُصادَرة مُمتلكاته من قِبل السُلطات المحليّة. أُرسِل إلى سِجن آخر بإسطنبول وقُتل داخله سنة 1663.
إنتَقل حُكم غزة إلى موسى باشا شَقيق حسين باشا سنة 1670، وكان مُعارض للفرنسيين والمسيحيين حتى لا يَقع بما وقع بِهِ أخوه ولإسترضاء السُلطات العُثمانية. بعد عِدة سنوات تم عزله عن الحُكم، وتعيين مسؤوليين عثمانيين على الحُكم. وتُعتبر فترة حُكم سلالة رضوان آخر فترة ذهبية في تاريخ غزة خلال الحُكم العثماني، ثم بدأت المدينة تدريجياً بالتراجع بعد أن تم عزل موسى باشا عن الحُكم.
في سنة 1723 عَيّنَ العُثمانيون صالح باشا طوقان من عائلة طوقان (مقرها نابلس) على حُكم سنجق غزة بالإضافة إلى اثنين من السناجق الأخرى حتى وفاتِه سنة 1742. تَعرضت إحدى القوافِل المكّية للنهب من قِبل قبائل البدو المحلية سنة 1750، تتألف من 13,000 رأس إبل محملة بالسِلَّع، إنتشرت بأسواق غزة، وزادت ثروة المدينة. وكان الهُجوم على القافِلة انتقاماً من العُثمانيين اللذين قاموا مؤخراً بتغيير والي دمشق. وفي سنة 1763 نَضَّمت غزة ثورة ضد الأتراك. أرسل السلطان المملوكي في مصر علي بك الكبير قوات إلى غزة لمساعدة ظاهر العمر في الجليل بإعادة سَيطرة العثمانيين على بلاد الشام. إحتُلت غزة من الجيش الفرنسي بقيادة نابليون بونبارت سنة 1799، والذي أشار إلى أنها «البؤرة الإستيطانية من إفريقيا، وباب آسيا». فَرَّ مُعظم سُكانُها نَتيجةً لذلك، ودمّرَت قوات نابليون ما تَبقى من أسوار المَدينة التي دُمرت بشكل جزئي من قِبل صلاح الدين الأيوبي ولم يُعاد بِنائها. لكن تَخلّت القوات الفرنسية عن غزة بعد فشل حِصارها على عكا في العام نَفسِه. وكانت مدة النفّوذ الفرنسي في غزة قصيرة جداً، لِذلك لم يَكُن لها تأثير واضِح على المدينة.

### الحُكم المصري والنهضة العُثمانيّة

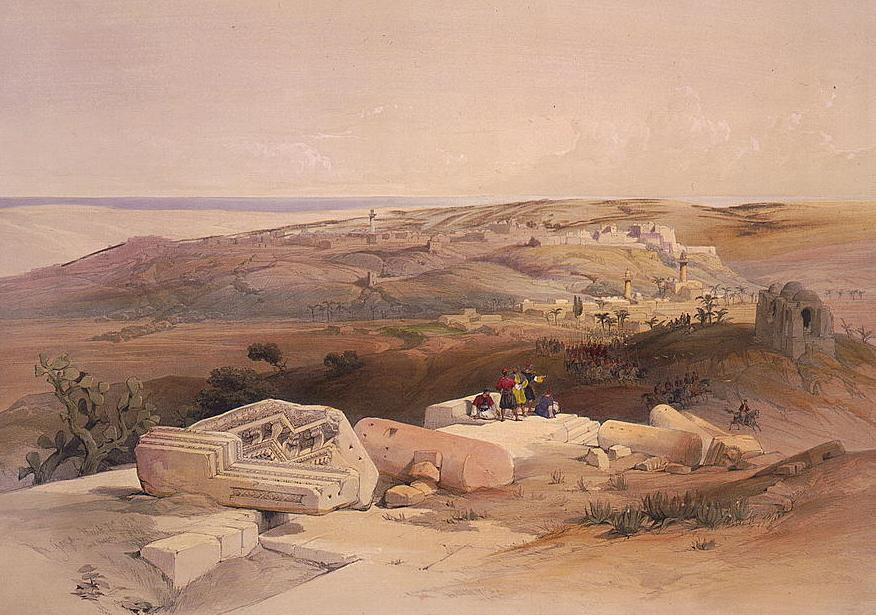
لوحة فنّية لغزة بواسطة ديفيد روبرتس، 1839

تأثرت غزة ثقافياً بجارتها مصر منذ أوائل القرن التاسع عشر؛ حيث سَيطر محمد علي باشا عليها وعلى مُعظم فلسطين سنة 1832. وفي سنة 1833 أمر محمد علي باشا إبنُه إبراهيم باشا عدم شِراء محصول القطن من غزة (كان إنتاج القطن المصدر الرئيسي للثروة لعلي باشا، وكان إنتاج القطن في مصر منخفض ذلك العام). وسَمَحَ لسُكان غزة بالتصرُف بِهِ كيفما شائوا.
زار العالِم الأمريكي إدوارد روبنسون غزة سنة 1838، ووصَفَها بأنها مدينة كثيفة السُكان وأكبر من القدس، وأن المدينة القديمة موجودة أعلى قِمة تلّ وكانت ضواحيها تنتشِر في السُهول القريبة. كما وصف أرض غزة بالخصّبة ووفيرة العطاء، وكانت تنتشر بساتين المشمش والتوت التي وصَفَها باللذيذة. وعلى الرغم من أن ميناء غزة في ذلك الوقت غير نَشط، إستفادت من التبادل التِجاري بسبب موقعها على طريق القوافل بين مصر وسوريا. فضلاً عن إنتاج الصابون والقطن للتجارة مع البدو. وكان حاكم غزة في ذلك الوقت الشيخ سعيد. وقد أشار روبنسون على أن جميع آثار غزة من العصور القديمة قد اختفت بسبب الصراع المستمر والاحتلال.
إنتشر مرض طاعون دبلي مجدداً سنة 1839 وأُصيبت المدينة بالركود، كما أنها كانت تَفتقر للإستقرار السياسي والاقتصادي. وفي سنة 1840 إشتبكت القوات المصرية مع العُثمانية خارج غزة؛ وأدت لانتصار القوات العُثمانية منهياً بذلك الحُكم المصّري على فلسطين. جلَبت المَعارك المزيد من الموت والدمار للمدينة، وهي بالكاد كانت تتعافى من الطاعون. تم تجدِيد كنيسة القديس برفيريوس سنة 1856. وفي سنة 1874 زارَ المُستشرق الفرنسي شارل كليرمون غزة، وقام بجمع وفهرسة مجموعة لا بأس بها من النقوش البيزنطية، ووصَف جامع غزة الكبير في المدينة بالتفصيل. ثم أعاد السُلطان عبد الحميد الثاني آبار غزة سنة 1893.

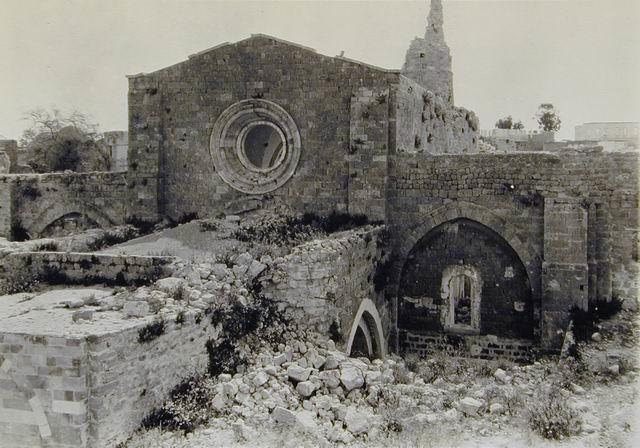
جامع غزة الكبير الذي تدمّر بشكل كبير خلال الحرب العالمية الأولى

على الرُغم من أن أول مجلس بلدي في غزة تم إنشائه سنة 1893 برئاسة علي خليل الشوا، إلا أنه تم إنشاء بلَدية جديدة من قِبل السُلطات العُثمانية سنة 1906 برئاسة سعيد الشوا ابن علي الشوا. وكباقي المُدن الفلسطينية الأخرى في ذلك الوقت سيطرت بعض العشائر القوية على الاقتصاد والسياسة، وخاصة من عائلات الشوا والحسيني والصوراني. كما حَدَث زلزالان مدمران في غزة سنتي 1903 و1914. خلال الحرب العالمية الأولى التي اندَلعت سنة 1917 هُزمت القوات البريطانية من قِبل الجيش العثماني في معركتي غزة الأولى والثانية. وأخيراً غزت قوات الحلفاء بقيادة إدموند ألنبي مدينة غزة، وكان ذلك في معركة غزة الثالثة.

## الحكم البريطاني
بعد الحرب العالمية الأولى منحت عصبة الأمم سلطة شبه استعمارية على الأراضي العثمانية السابقة إلى بريطانيا العظمى وفرنسا. وأدرجت غزة تحت سلطة الانتداب البريطاني على فلسطين.

## الحكم المصري
كنتيجة للحرب العربية الإسرائيلية عام 1948 خضع قطاع غزّة المنطقة المحيطة بها للسطيرة المصرية. حيث بقيت تحت الحكم المصري حتى حرب 1967. في فترة العدوان الثلاثي على مصر سنة 1956 قامت إسرائيل باحتلال المدينة والسيطرة على شبه جزيرة سيناء المصرية، لكن الضغط العالمي على إسرائيل اضطرها للانسحاب منها.حيث حدث في ربيع 1956 عدّة اصطدامات عسكرية بين مصر وإسرائيل حدثت في قطاع غزة. إسرائيل إتّهمت مصر باستعمال المنطقة كقاعدة للغارة الفدائية على إسرائيل. في أكتوبر/تشرين الأول 1956، هاجمت إسرائيل منطقة قناة السويس في مصر بالتعاون مع فرنسا وبريطانيا، استولت القوّات الإسرائيلية على قطاع غزة وتقدّمت إلى سيناء. في مارس/آذار التالي حلّت قوة طوارئ الأمم المتّحدة محل القوّات الإسرائيلية، ومصر استعادت السيطرة على الإدارة المدنية للشريط. وقد تم إعادة احتلالها في حرب الستة أيام (5 يونيو 1967 - 10 يونيو 1967).

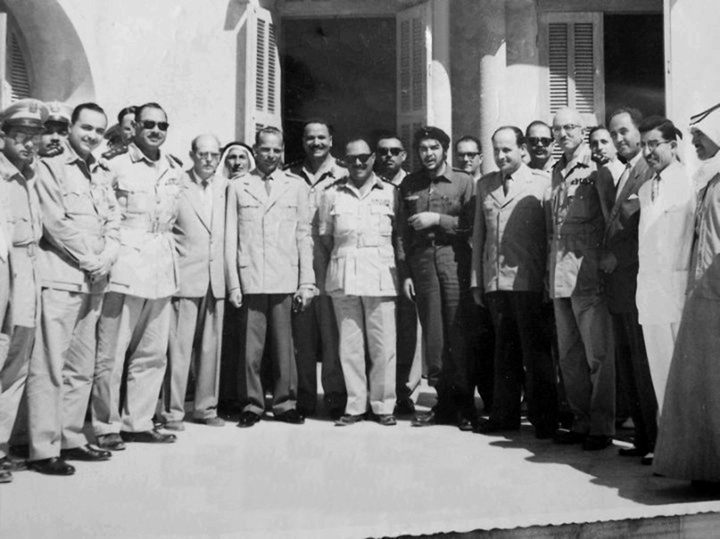
تشي جيفارا في غزة أثناء الحُكم المصري

## الاحتلال الإسرائيلي
احتُلت غزة من قِبل إسرائيل كنتيجة لهزيمة العرب في حرب الأيام الستة في عام 1967 ومنذ السبعينات اندلعت مواجهات متكررة بين الفلسطينيين والسلطات الإسرائيلية في المدينة، مما أدى إلى الانتفاضة الأولى في عام 1987. مما جعل غزة مركزاً للمواجهة خلال هذه الانتفاضة وبالتالي ساءت الأوضاع الاقتصادية في المدينة.